# بوئش
رودخانه بوئش (به انگلیسی: Buëch) رودخانهای است که در فرانسه جریان دارد.